# Cimitra seclusella
Cimitra seclusella är en fjärilsart som beskrevs av Walker 1864. Cimitra seclusella ingår i släktet Cimitra och familjen äkta malar. Inga underarter finns listade i Catalogue of Life.